# Maryse Luzolo
Maryse Luzolo (15 de marzo de 1995) es una deportista de Alemania que compite en atletismo. Ganó una medalla de oro en el Campeonato Europeo de Atletismo por Equipos de 2021, en la prueba de salto de longitud.